# Taylor Sheridan
Pour les articles homonymes, voir Sheridan.
Taylor Sheridan, né le 21 mai 1970 à Cranfills Gap au Texas, est un acteur, scénariste, réalisateur et producteur américain.

## Biographie
Taylor Sheridan est né le 21 mai 1970 à Cranfills Gap, une ville rurale du Texas. Issu d'un milieu modeste, il grandit dans un ranch dans un confort rudimentaire. Dans les années 1990, il part pour Los Angeles et commence à tenir des petits rôles dans de nombreuses séries télévisées comme Walker, Texas Ranger, Docteur Quinn, femme médecin ou La Vie à cinq. Il décroche son premier rôle au cinéma dans White Rush de Mark L. Lester, sorti en 2003.
À la fin des années 2000, il apparaît dans plusieurs épisodes de Veronica Mars avant de se faire davantage connaître en incarnant le policier David Hale dans Sons of Anarchy.
Alors que sa carrière d'acteur stagne, il se lance dans l'écriture de scénarios. Son travail est porté à l'écran dans Sicario, mis en scène par Denis Villeneuve et sorti en 2015. Pour écrire ce film sur les cartels de la drogue à la frontière entre les États-Unis et le Mexique, Taylor Sheridan s’est plongé dans une importante documentation. Il a également interrogé des immigrés dans le désert de Chihuahua : « Au début, ça a été le silence total. La seule façon d’obtenir des informations, c’est de gagner la confiance des gens qui sont le plus touchés par ce trafic : les migrants qui, poussés par le besoin, franchissent la frontière et peuplent le no man’s land qui s’étend entre le sud de l’Arizona, le Nouveau-Mexique et le nord du Mexique. Ce sont eux, mes sources ». Originaire du Texas, il se sent touché directement par ce trafic : « Le Mexique, ce pays où l’on pouvait se rendre tranquillement en voiture, n’existe plus aujourd’hui. C’est devenu un endroit sans foi ni loi. Il n’existait aucun film sur la manière dont la vie a changé dans le nord du Mexique, sur la façon dont la drogue et la corruption gouvernent tout, désormais, et sur l’évolution des cartels qui sont devenus des groupes militarisés. »
Comancheria de David Mackenzie sort en 2016. Taylor Sheridan avait écrit ce scénario quelques années auparavant. Il figurait en tête de la Black List 2012, recensant les meilleurs scénarios en attente de production. Ce film met en scène deux frères texans, interprétés par Chris Pine et Ben Foster, qui commettent des braquages de banque pour rembourser une dette. Taylor Sheridan voit ce film et Sicario comme les deux premiers volets d'une sorte de trilogie sur le nouvel Ouest américain. Le film est présenté dans la section Un certain regard au festival de Cannes 2016.
Il est ensuite annoncé comme scénariste de Soldado, une suite de Sicario centrée sur le personnage d'Alejandro, incarné par Benicio del Toro dans le premier film. Le film sera réalisé par Stefano Sollima. Il passe ensuite à la réalisation avec Wind River, un thriller avec notamment Jeremy Renner, Elizabeth Olsen et Jon Bernthal et sorti en 2017. Comme pour Comancheria, le film est présenté dans la section Un certain regard au festival de Cannes 2017 où il remporte le prix de la mise en scène.
Il écrit et réalise la série télévisée Yellowstone avec Kevin Costner, diffusée dès mai 2018 sur Paramount Network. C'est un succès mondial.
Pour donner vie à Yellowstone et ses spin-offs, il peut bénéficier d’un avantage de taille : réunir ses deux activités principales, à savoir showrunner et homme d'affaires. Parmi ses acquisitions immobilières, se trouvent plusieurs ranchs, dont le 6666 situé au Texas et dont la superficie culmine à plus de 100 000 hectares. Ceci lui permet de tourner des séries qui utilisent justement ce type de décors.
Il réalise ensuite le thriller d'action Ceux qui veulent ma mort avec Angelina Jolie dans le rôle principal mais également Nicholas Hoult, Tyler Perry, Aidan Gillen, Jon Bernthal et Tory Kittles. Retardé en raison de la pandémie de Covid-19, il sort en 2021. Il développe ensuite des séries dérivées spin-off de Yellowstone : 1883 (2021) et 1923 (2022), diffusées sur Paramount+.
Sa série Mayor of Kingstown est diffusée sur Paramount+ depuis 2021. Toujours pour la plateforme, il crée la série d'espionnage Opérations Spéciales : Lioness, diffusée à l'été 2023, avec notamment Zoe Saldaña et Nicole Kidman comme actrices et productrices.

## Filmographie
Sauf indication contraire, les informations mentionnées dans cette section peuvent être confirmées par la base de données cinématographiques IMDb,  présente dans la section « Liens externes ».

### Acteur

#### Cinéma
- 2003 : White Rush de Mark L. Lester : Douglas
- 2016 : Comancheria (Hell or High Water) de David Mackenzie : un cowboy
- 2018 : Horse Soldiers (12 Strong) de Nicolai Fuglsig : Brian

#### Télévision
- 1995 : Walker, Texas Ranger (série télévisée) - 1 épisode : Vernon
- 1996 : Liaison coupable (Her Costly Affair) (téléfilm) de John Tiffin Patterson : Chris
- 1997 : Docteur Quinn, femme médecin (Dr. Quinn, Medicine Woman) (série télévisée) - 1 épisode : caporal Winters
- 1999 : La Vie à cinq (Party of Five) (série télévisée) - 1 épisode : Counterguy
- 2000 : Sarah (Time of Your Life) (série télévisée) - 1 épisode
- 2001 : V.I.P. (série télévisée) - 1 épisode : Dave
- 2001 : Bad News Mr. Swanson (téléfilm) de Michael Patrick Jann : Charlie
- 2002 : La Vie avant tout (Strong Medicine) (série télévisée) - 1 épisode : Tucker
- 2003 : Le Protecteur (The Guardian) (série télévisée) - 1 épisode : Tim Dohanic
- 2003 : Shérifs à Los Angeles (10-8: Officers on Duty) (série télévisée) - 1 épisode : Shooter
- 2004 : Star Trek: Enterprise (série télévisée) - 1 épisode : Jareb
- 2004 : New York Police Blues (NYPD Blue) (série télévisée) - 1 épisode : Tim Lewis
- 2005 : Les Experts : Manhattan (CSI: NY) (série télévisée) - 1 épisode : Evan Peters
- 2005-2007 : Veronica Mars (série télévisée) - 5 épisodes : Danny Boyd
- 2008-2010 : Sons of Anarchy (série télévisée) - 21 épisodes : Chef adjoint David Hale
- 2011 : NCIS : Los Angeles (série télévisée) - 1 épisode : capitaine Jennings
- 2018-2024 : Yellowstone (série TV) - 12 épisodes : Travis
- 2021 : 1883 (série TV) - 2 épisodes : Charles Goodnight
- 2023 : Opérations Spéciales : Lioness (Special Ops: Lioness) (série TV) 3 épisodes : Cody Spears

### Scénariste
- 2015 : Sicario de Denis Villeneuve
- 2016 : Comancheria (Hell or High Water) de David Mackenzie
- 2017 : Wind River de lui-même
- 2018 : Sicario : La Guerre des cartels (Sicario: Day of the Soldado) de Stefano Sollima
- 2018 : Yellowstone (série TV) (créateur de la série)
- 2021 : 1883 (série TV) (créateur de la série)
- 2021 : Sans aucun remords (Without Remorse) de Stefano Sollima
- 2021 : Ceux qui veulent ma mort (Those Who Wish Me Dead) de lui-même
- 2021 : Mayor of Kingstown (série TV) (créateur de la série)
- 2022 : Tulsa King (série TV) (créateur de la série)
- 2022 : 1923 (série TV) (créateur de la série)
- 2023 : Opérations Spéciales : Lioness (Special Ops: Lioness) (série TV) (créateur de la série)
- 2024 : Landman (série TV) (cocréateur de la série)

### Réalisateur
- 2011 : Vile
- 2017 : Wind River
- 2018 : Yellowstone (série TV) - 10 épisodes
- 2021 : Ceux qui veulent ma mort (Those Who Wish Me Dead)
- 2021 : Mayor of Kingstown (série TV)
- 2021 : 1883 (série TV)
- 2024 : Landman (série TV) - 2 épisodes

### Producteur
- 2018 : Yellowstone (série TV) - 10 épisodes
- 2021 : 1883 (série TV)
- 2021 : Mayor of Kingstown (série TV)
- 2022 : 1923 (série TV)
- 2023 : Opérations Spéciales : Lioness (Special Ops: Lioness) (série TV)
- 2023 : Lawmen : L'histoire de Bass Reeves (Lawmen: Bass Reeves) (série TV)
- 2024 : Landman (série TV)

## Distinctions
Source : Internet Movie Database

### Récompenses
- Festival de Cannes 2017 : Prix de la mise en scène dans la section Un Certain Regard pour Wind River (2017).

### Nominations
- 2015 : Austin Film Critics Association Awards du meilleur scénario original pour Sicario (2015)
- 51e cérémonie des Kansas City Film Critics Circle Awards 2015 : Meilleur scénario original pour Sicario (2015).
- 19e cérémonie des Online Film Critics Society Awards 2015 : Meilleur scénario original pour Sicario (2015).
- 2016 : San Francisco Film Critics Circle Awards du meilleur scénario original pour Sicario (2015).
- 6e cérémonie des Seattle Film Critics Association Awards 2016 : Meilleur scénario original pour Sicario (2015).
- 2016 : Writers Guild of America Awards Awards du meilleur scénario original pour Sicario (2015).
- 14e cérémonie des Central Ohio Film Critics Association Awards 2016 : Meilleur scénario original pour Sicario (2015).
- 2016 : Georgia Film Critics Association Awards du meilleur scénario original pour Sicario (2015).